# Гарь

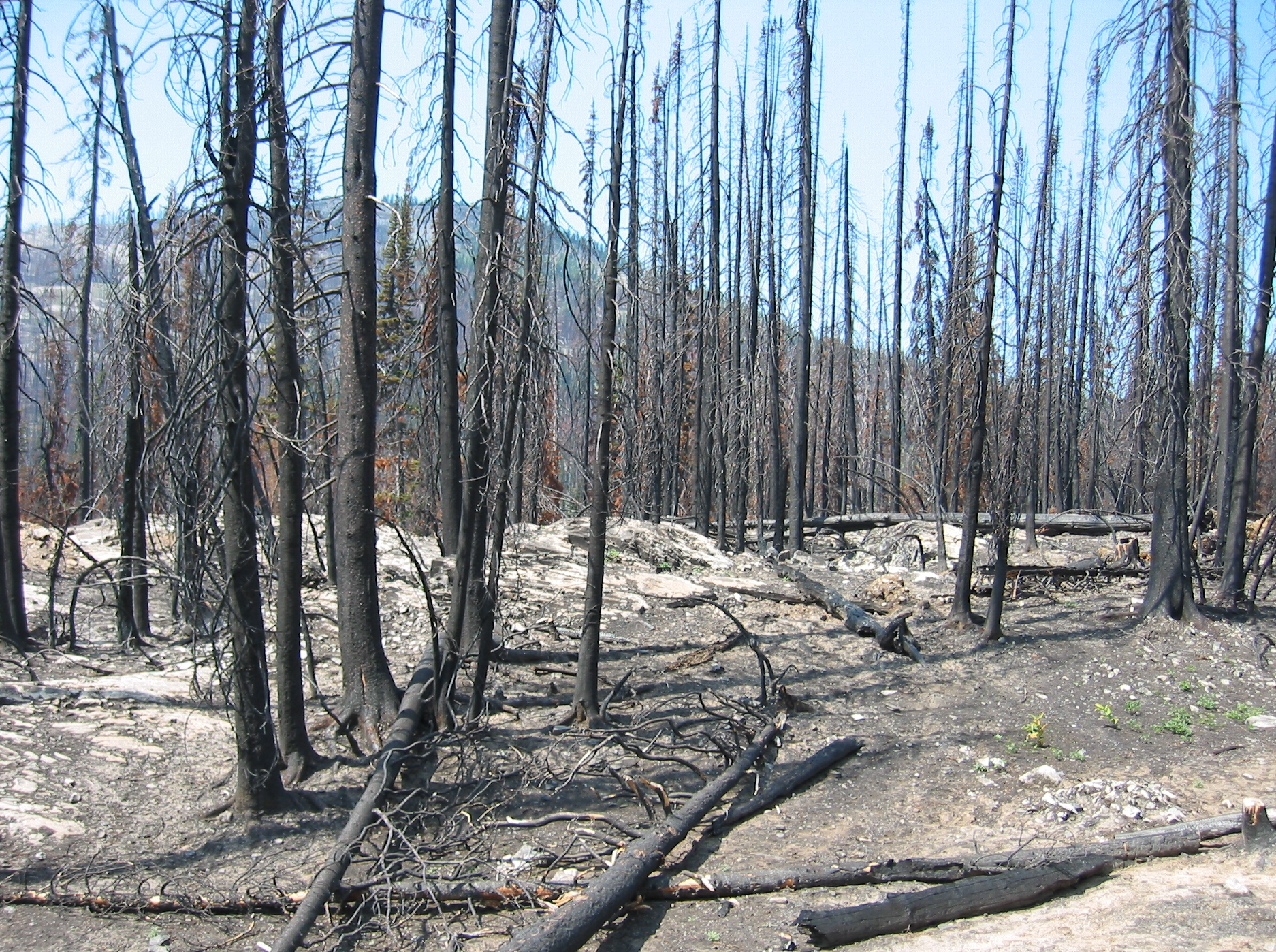
Гарь

Гарь (гарник, горельник, горель) — лесная территория с древостоем, погибшим от пожара. Согласно эколого-флористической классификации растительности Ж. Браун-Бланке, растительность гарей представлена классом Epilobietea angustifolii R.Tx. et Prsg. In R.Tx. 1950. На месте гари развивается постпирогенная сукцессия, характеризующаяся появлением на её месте мелколиственного, а затем коренного леса. Гарь является местами массового размножения вредителей (короедов, усачей и др.).
В горных условиях на гари наблюдается смыв почвы, а сухие песчаные почвы подвергаются ветровой эрозии.
Гарь отличает от горельника то, что древостой в последнем погиб лишь частично.
Пепели́щем называют места, где пожаром уничтожены здания и строения.

## В топонимике
Будучи приметными местами, гари часто из микротопонимов становились топонимами. На карте можно найти населённые пункты, названия которых содержат слово гарь: село Гарь-Покровское (Одинцовский район Московской области), село Гарь (в Тверской области, в Высокогорском районе Республики Татарстан), деревни Большая Гарь и Большие Погары (Пошехонский район Ярославской области) и т. д. Названия Гари, Гарь и их производные появились в результате развития подсечно-огневого земледелия, при котором выжигались под пашню участки леса.